# الأسد الملك (فلم 2019)
الأسد الملك (بالإنجليزية: The Lion King) هو فلم ملحمي موسيقي أمريكي صُدر في عام 2019، حيث عُرض في السينما العالمية بتاريخ 9 يوليو 2019. وهو من إخراج جون فافرو، وبطولة كل من: دونالد غلوفر وبيونسيه وجيمس إيرل جونز وسيث روغن وشيواتال إيجيوفور. قصة الفلم مبنية على أحداث قصة الأسد سمبا وألذي أنتج أول فلم له في سنة 1994 حمل نفس العنوان.
عدد إيرادات الفلم حتى الآن (17 أكتوبر 2019) هي 1.650 مليار دولار أمريكي $، مما يجعله تحتل المركز الأول في قائمة أعلى أفلام الرسوم المتحركة دخلًا، وفي المركز الثاني في قائمة أعلى أفلام دخلاً في 2019، وكذلك في المرتبة السابعة في قائمة أعلى الأفلام دخلاً عى الإطلاق. تدور القصة حول سيمبا، شبل صغير يتوجب عليه أن يأخذ مكانه كملك شرعي لأرضه الأم بعد مقتل والده، موفاسا، على يد عمه، سكار.
تأكدت خطط إصدار النسخة الجديدة من فلم ذا ليون كينغ-الأسد الملك لعام 1994 في سبتمبر 2016 بعد نجاحات شباك التذاكر لأفلام ديزني المشابهة مثل ذا جنغل بوك (كتاب الأدغال) (2016)، الذي كان أيضًا من إخراج فافرو. ألهمت فافرو أدوار معينة للشخصيات في مسرحية برودواي، وطورها بناءً على عناصر من قصة الفلم الأصلي. وقّع الكثير من الممثلين الرئيسيين في أوائل عام 2017، وبدأ التصوير الرئيسي في منتصف عام 2017 لمرحلة الشاشة الزرقاء في لوس أنجلوس. استُخدمت «أدوات الواقع الافتراضي» المستخدمة في تصوير فلم ذا جنغل بوك بنسبة أكبر أثناء تصوير فلم ذا ليون كينغ-الأسد الملك. عاد الملحنون هانز زيمر وإلتون جون وكاتب الأغاني تيم رايس، الذين سبق أن عملوا جميعًا على الموسيقى التصويرية الأصلية، ليؤلفوا الموسيقى التصويرية إلى جانب نولز-كارتر، التي ساعدت جون في إعادة صياغة الموسيقى التصويرية وكتبت أغنية جديدة للفلم، بعنوان «ذا سبيريت-الروح»، التي قامت بأدائها أيضًا. يُعد الفلم بمثابة العمل الأخير للمونتير مارك ليفولسي، وهو مخصص لذكراه. بميزانية تقدر بنحو 260 مليون دولار، يعد واحدًا من أغلى الأفلام التي أُنتجت على الإطلاق.
أُطلق الفلم في صالات العرض في الولايات المتحدة بتاريخ 19 يوليو 2019. وقد حقق عائدات أكثر من 1.6 مليار دولار حول العالم. على الرغم من عدم الإعلان عنه كفلم رسوم متحركة، فقد تجاوز فلم فروزن ليصبح فلم الرسوم المتحركة الأعلى عائداتٍ على الإطلاق. وهو أيضًا ثاني أعلى فلم في عام 2019 من حيث العائدات، وسابع أعلى فلم على الإطلاق. تلقى الفلم تقييمات مختلفة من النقاد، مع الثناء على المؤثرات البصرية والموسيقى والعروض الصوتية (ولا سيما غلوفر وجونز ونولز-كارتر وإيجيوفور وروغن وأيكنر)، لكنه تعرض للانتقاد لافتقاره إلى الأصالة وانفعالات الوجوه للشخصيات. حصل الفلم على ترشيحات ضمن فئة أفضل فلم رسوم متحركة روائي وفئة أفضل أغنية أصلية في جوائز الغولدن الغلوب الـ 77 وجوائز اختيار النقاد الـ 25. رُشّح أيضًا في حفل توزيع جوائز الأكاديمية البريطانية السينمائية الـ 73 وجوائز الأوسكار الـ 92 كليهما ضمن فئة المؤثرات البصرية.

## القصة
في أرض العزة بأفريقيا، يحكم مجموعة من الأسود مملكة الحيوانات من فوق صخرة العزة. يُقدَّم سيمبا، ابن الملك موفاسا والملكة سارابي المولود حديثاً، للحيوانات التي جمعها القرد رافيكي، شامان ومستشار المملكة. يُري موفاسا ابنه سيمبا أرض العزة ويشرح له مسؤوليات الملك و«دائرة الحياة»، التي تربط بين جميع الكائنات الحية. ومن خلال مراسم، يعرض له الشعب الذي سيحكمه بدلاً منه يومًا ما. شقيق موفاسا الأصغر، سكار، يطلب الحصول على العرش ويتآمر للقضاء على موفاسا وسيمبا، من أجل أن يصبح ملكًا. يخدع سكار سيمبا وصديقته المفضلة نالا (الذي من المتوقع أن يتزوجها سيمبا) لاستكشاف مقبرة الفيلة المحظورة، حيث يتعرضون للهجوم من قبل الضباع الرقطاء بقيادة شينزي عديمة الرحمة. يُنبّه موفاسا إلى الحادثة من قبل حارسه، زازو الطائر أبو القرن، وينقذ الأشبال. رغم انزعاجه من سيمبا، يسامحه موفاسا ويشرح له أن ملوك الماضي العظماء يراقبونهم من سماء الليل، والتي سيراقب سيمبا منها يومًا ما. في هذه الأثناء، يزور سكار الضباع ويستطيع إقناعهم بمساعدته من أجل الإطاحة بـ موفاسا في مقابل إعطائهم حقوق الصيد في أرض العزة.
ينصب سكار فخًا لأخيه وابن أخيه، حيث يدفع بـ سيمبا إلى مضيق ويتفق مع الضباع أن يسوقوا قطيعًا كبيرًا من الثَيْتَل الأفريقي إلى فرار جماعي بشكلٍ سيسحقه. يبلّغ سكار موفاسا عن الخطر الواقع لسيمبا، مُتأكدًا أن الملك سيسارع لإنقاذ ابنه. موفاسا ينقذ سيمبا لكن ينتهي به المطاف متعلقا بشكل خطير بحافة المضيق. سكار يرفض مساعدة موفاسا، بدلاً من ذلك يتركه يسقط ويموت. ثم يقنع سيمبا بأن المأساة كانت خطأه وحده وينصحه بمغادرة المملكة وعدم العودة. يأمر الضباع بقتل الشبل، لكن سيمبا يهرب. يخبر سكار المجموعة بأن كلًا من موفاسا وسيمبا قد قُتلا في الفرار الجماعي ويتقدم إلى الامام بصفته الملك الجديد، ويسمح لعشيرة شينزي بالعيش في أرض العزة.
ينهار سيمبا في الصحراء وينقذه تيمون وبومبا، الميركات والخنزير الوحشي، وهما صديقان منبوذان. ينمو سيمبا في الواحة مع صديقيه الجديدين وحيوانات أخرى في واحتهم، ويعيش حياة خالية من الهموم تحت شعار «هاكونا ماتاتا» («لا تقلق» في اللغة السواحيلية). الآن، كونه أسد صغير، ينقذ سيمبا تيمون وبومبا من لبؤة جائعة يتبين لاحقًا أنها نالا. تجتمع هي وسيمبا ويقعان في الحب، وتحثه على العودة إلى دياره، وتخبره أن أرض العزة أصبحت أرضًا قاحلة تعاني من الجفاف تحت حكم سكار. شاعرًا بالذنب بسبب وفاة والده، يرفض سيمبا وينطلق ثائرًا. ثم يصادف رافيكي الذي يخبره أن روح موفاسا ما زالت تعيش في داخله. يزور شبح موفاسا سيمبا في سماء الليل، ويخبره أنه يجب عليه أن يأخذ مكانه الصحيح كملك. مُدركًا أنه لم يعد بإمكانه الهرب من ماضيه، يقرر سيمبا العودة إلى أرض العزة.
بمساعدة أصدقائه، يتسلل سيمبا بين الضباع عند صخرة العزة ويواجه سكار، الذي كان على وشك قتال سارابي. يعاتب سكار سيمبا على دوره في مقتل موفاسا ويدفعه إلى حافة الصخرة، حيث يكشف له أنه هو من قتل موفاسا. يحاول سيمبا الغاضب كشف الحقيقة لبقية المجموعة، بينما يحاول سكار، الذي ادعى سابقًا أنه وصل متأخراً إلى المضيق، إنكارها، لكن معرفته بأحداث لحظات موفاسا الأخيرة تكشف دوره في مقتل موفاسا. يحاول كل من تيمون وبومبا ورافيكي وزازو واللبوات صدّ الضباع، بينما يحاصر سيمبا سكار، وهو يحاول الهرب، عند حافة بالقرب من قمة صخرة العزة. يتوسل سكار طالبًا الرحمة ومحاولًا إلقاء اللوم على الضباع؛ في النهاية لا يقتله سيمبا، لكنه يأمره بمغادرة أرض العزة للأبد. سكار يرفض ويهاجم ابن أخيه، لكن سيمبا يتمكن من إلقائه من الهاوية بعد قتال قصير. سكار ينجو من السقوط، لكنه يتعرض للهجوم ويتلقى الضرب حتى الموت من الضباع، التي سمعت عن محاولته خيانتها. بعد ذلك، يتولى سيمبا الحكم ويجعل نالا ملكة له.
مع عودة أرض العزة لحالتها المعتادة، يقدّم رافيكي شبل سيمبا ونالا الجديد إلى الحيوانات المجتمعة، مُكملين بذلك دائرة الحياة.

## البطولة
- دونالد غلوفر بدور سِمبا
- جاي داي مككاري بدور سيمبا الصغير
- بيونسيه بدور نالا
- شهادي جوزيف بدور نالا الصغير
- جيمس إيرل جونز بدور موفاسا
- شيواتال إيجيوفور بدور سكار
- بيلي إيكنر بدور تيمون
- سيث روغنبدور بومبا
- جون أوليفر بدور زازو
- جون كاني بدور رفيكي
- ألفري وودارد بدور سرابي
- إريك أندريه بدور أزيزي
- فلورنس كاسومبا بدور شينزي
- كيغان-مايكل كي بدور كاماري

## الآداء الصوتي

### قائمة شخصيات الأسد الملك
- دونالد جلوفر في دور سيمبا: هو أسد ولي عهد أراضي العزة. قال غلوفر إن الفلم سيركز بشكل أكبر على وقت نمو سيمبا أكثر من الفلم الأصلي، مشيرًا إلى أن "[فافرو] كان حريصًا جدًا على التأكد من أننا رأينا تحول سيمبا إلى رجل ومدى صعوبة ذلك عندما يكون هناك صدمة عميقة.
  - جي دي ماكري في دور سيمبا الصغير.
- سيث روجين بدور بومبا وهو خنزير بطيء الفهم يصادق ويتبنى سيمبا الصغير بعد أن هرب من المنزل. قال روجن، «كممثل، أنا [...] لا أعتقد أنني مناسب لكل دور - هناك الكثير من الأدوار التي لا أعتقد أنني مناسب لها حتى في الأفلامالتي أؤديها- لكن بومبا كان من الأدوار التي علمت أنني أستطيع القيام بها بشكل جيد»[10]. شجع فافرو روجن وبيللي ايشنر في دور تيمون، اللذين قاما بتسجيلاتهما الصوتية معًا، على الارتجال كثيرًا[11]. سيكون كان اختيار روجن أيضًا بمثابة المرة الأولى التي لا يؤدي فيها إيريني سابيلا دور بومبا، الذي أعاد تمثيل دور بومبا في كل مشروعات ديزني شاركت فيه الشخصية.
- شيواتال إيجيوفور في دور سكار: الأخ الغادر لـ موفاسا، صهر سارابي وعم سيمبا الذي يسعى لأخذ عرش ملك أراضي العزة. وصف إيجيوفور سكارr بأنه «ممسوس نفسيا»[10] و«بوحشية» أكثر من الفلم الأصلي. قال إيجيوفور أنه «خاصة مع سكار، سواء كانت جودة صوتية تسمح بثقة معينة أو عدوانية معينة، لتعلم دائمًا أنك في نهاية الأمر تلعب دور شخص لديه القدرة على قلب كل شيء في جزء من الثانية مع أعمال عنف شنيعة - يمكن أن تغير درجة حرارة المشهد تمامًا»[10]. قال إيجيوفور أيضًا إن «علاقة [سكار وموفاسا] دمرت تمامًا وعُوملت بوحشية من خلال طريقة تفكير سكار. إنه مصاب بمرض الأنا الخاصة به ورغبته الخاصة»[9]. قال فافريو عن اختيار إيجيوفور، "[هو] مجرد ممثل رائع، يجلب لنا القليل من إيقاع منتصف المحيط الأطلسي وتأخذ جديدًا في الشخصية[1]. إنه يجلب هذا الشعور بالشرير شكسبير لتحمله بسبب خلفيته كممثل. إنه لأمر رائع أن يكون لديك شخص يتمتع بالخبرة والمحنكة مثل شيواتال؛ إنه فقط يبث حياة رائعة في هذه الشخصية ". عندما تمت مقابلة جيريمي آيرونز على لاري كينج ناو في 30 نوفمبر 2016، أعرب عن اهتمامه بإعادة تأدية الدور[12].
- ألفري وودارد بدور سرابي: ملكة أراضي برايد، زوجة موفاسا، ووالدة سيمبا.
- بيلي إيشنر في دور تيمون: سرقاط مراوغا والذي يصادق ويتبنى سيمبا الصغير بعد ان يهرب من المنزل. وصف أيشنر تيمون بأنه «أصغر شخصية جسديًا، لكن لديه واحدة من أكبر الشخصيات، وأنا أحب الجمع بين هذين الأمرين. لقد غيرت نوعًا ما في تيمون، كما فعلت مع العديد من الشخصيات الخاصة بي، [الفكرة أنه] قد يكون صغيرًا في مكانته ولكن لديه إحساس كبير بالاستحقاق، وهو أمر مضحك دائمًا للتمثيل»، وذلك«عندما يتحدث تيمون وعندما يقتبس من دون اقتباس» كونه مضحكًا"، يكون صاخبًا للغاية، لكن [ يظهر غنائه] هذا الجانب الضعيف، جانبًا أكثر نعومة بعض الشيء[11]، خاصة في "يمكنك الشعور بالحب الليلة«ولحظات أخرى.» تحدث أيشنر أيضًا عن وجود «ما قد يعتبره البعض إحساسًا مثليًا» أحضره إلى الطاولة عندما عبر عن تيمون[13].
- جون كاني في دور رفيقي: قرد حكيم الذي يتولى منصب الشامان لأرض العزة، وصديق مقرب من موفاسا[14] شبّه كاني دوره بدور الجد قائلاً: "يذكرنا رفيقي جميعًا بهذا القريب الحكيم المميز. إن حكمته وروح الدعابة لديه وولائه لسلالة موفاسا هي ما يسخن قلوبنا تجاهه. [هو] دائمًا" سعيدًا ويلقي النكات السعيدة والحكمية كدروس في الحياة والبقاء "[1].
- جون أوليفر في دور زازو:طائر أبو قرن وهو وزير لملك أرض العزة. قال أوليفر، متحدثًا عن دوره، «أعتقد أن زازوهو في الأساس طائر يحب الهيكل الإداري. إنه يريد فقط أن تكون الأشياء كما ينبغي. أعتقد أن هناك أصداء بريطانية هناك لأننا نميل إلى تفضيل الهيكل بدلاً من رد فعل عاطفي على أي شيء»[1].
- بيونسيه نولز-كارتر بدور نالا: أفضل أصدقاء سيمبا في مرحلة الطفولة وحبه في المستقبل. وفقًا لـ فافرو، فإن الشخصية لها دور أكبر من دورها في الفلم الأصلي[15]. شعرت فافرو أن «جزءًا من [انضمام بيونسيه للفلم] هو أن لديها أطفالًا صغارًا، وجزء منها أنها قصة تشعرها بالرضا عن هذه المرحلة من حياتها وحياتها المهنية، وهي تحب حقًا الفلم الأصلي جدًا وبعد ذلك، بالطبع، هناك هذه الأرقام الموسيقية الرائعة التي يمكن أن تشارك فيها، والله ... إنها حقًا ترقى إلى مستوى سمعتها فيما يتعلق بجمال صوتها وموهبتها»[10][16].
  - شهادي رايت جوزيف في دور نالا الصغيرة. يعيد جوزيف دورها من إنتاج مسرحية الأسد الملك في برودواي[17]. اختار جوزيف العمل في الفلم لأن «نالا تلهم الفتيات الصغيرات [...] إنها قدوة عظيمة»[10].
- جيمس إيرل جونز في دور موفاسا: ملك أراضي العزة، زوج سارابي ووالد سيمبا. يعيد جونز دوره من فلم الرسوم المتحركة الأصلي لعام 1994. وفقًا لـ فافرو، تظل دور جونز هو نفسه في الغالب من الفلم الأصلي[10]. قال إيجيوفور إن «راحة [جونز في إعادة تأدية دوره] ستكون مجزية للغاية في أخذ [الجمهور] في هذه الرحلة مرة أخرى. إنها جودة صوتية تتكرر مرة واحدة في الجيل»[10][18]. رأى فافريو عودة جونز على أنها «تحمل الإرث عبر» الفلم الأصلي وإعادة إنتاجه، وشعر أن تغير صوته في النغمة مقارنة بالفلم الأصلي «خدم الدور جيدًا لأنه يبدو وكأنه ملك حكمت لفترة طويلة»[19].
- فلورنس كاسومبا، كيغان مايكل كي، وإيريك أندريه، صوت شينزي، كاماري، وعزيزي: ثلاثة ضباع من أتباع سكار. في حين أن شينزي هي شخصية ظهرت في فلم الرسوم المتحركة الأصلي لعام 1994، فإن كاماري وأزيزي هما اسمان مختلفان لشخصيات جديدة تعتمد بشكل فضفاض على بانزاي وإد من الفلم الأصلي. غُيًّرت توصيفات الضباع بشكل كبير عن توصيفات الفلم الأصلي[2[:en:The_Lion_King_(2019_film)#cite_note-DirectorHyenas-20]]، حيث شعر فافرو أنهم "مضطرون لتغيير الكثير" لتلائم الأسلوب الواقعي لإعادة الإنتاج، مشيرًا إلى أن "[الكثير] من الأشياء المحيطة بهم [في الفلم الأصلي] كانت منمق جدا ". أوضح [1]كاسومبا قائلاً: "كانت ضباع الخرطوم مضحكة. كما صوت كاسومبا لشينزي في الدبلجة الألمانية للفلم[21].

بالإضافة إلى ذلك، تؤدي بيني جونسون جيرالد عن صوت سارافينا، والدة نالا[1]. ايمي سيداريس، شانس مغني الراب، جوش ماكري، وفيل لامار صوت دجاج غيني، وجلاجو، وزبابات الفيل، وتوبي (باعتبارها الظبى)، على التوالي، جيران تيمون وبومبا في الواحة[22][1]. ج. لي يُؤدي صوت ضبع يطارد تيمون وبومبا[1].

## الإنتاج

### التطوير
في 28 سبتمبر 2016، أكدت والت ديزني بيكتشرز إن جون فافريو سيخرج نسخة جديدة من فلم الرسوم المتحركة الأسد الملك الذي أنتج عام 1994، والذي سيعرض الأغاني من فلم المُنتج في 1994، بعد سلسلة من النجاحات الأخيرة في شباك التذاكر من إعادة إنتاج نسخة حية من أفلام ديزني مثل ماليفسنت وسيندريلا وكتاب الأدغال من إخراج فافرو والجميلة والوحش، حيث حازت الأفلام الثلاثة الأخيرة أيضًا على إشادة النقاد[24]. في 13 أكتوبر 2016، أُفيد إن ديزني استأجرت جيف ناثانسون لكتابة سيناريو النسخة الجديدة[25].
تحدث فافرو مع موقع كامينج سون في نوفمبر، وقال إن تقنية التصوير السينمائي الافتراضية التي استخدمها في فلم كتاب الأدغال ستستخدم بدرجة أكبر فيفلم الأسد الملك. على الرغم من أن بعض التقارير ذكرت أن فلم الأسد الملك سيكون فلمًا حيًا[26]، إلا أنه يستخدم في الواقع الرسوم المتحركة الواقعية التي أُنشئت بواسطة الكمبيوتر. كما لم تصفه ديزني بأنه عمل حي، بل صرحت فقط إنها ستتبع النهج «التكنولوجيا الرائدة» في فلم كتاب الأدغال[27]. وظهرت اللقطة الوحيدة الحية للفلم هي اللقطة الافتتاحية[28]. بينما ظهر الفلم كإعادة إنتاج لفلم الرسوم المتحركة لعام 1994، استوحى فافرو من الأداء المسرحي للفلم من مناظير مختلفة لإعادة تصوير الحبكة، ولا سيما أدوار نالا وسرابي[29]. يهدف فافريو أيضًا إلى تطوير رأيه الخاص في قصة الفلم الأصلي مع ما قال إنه «مشهد وثائقي عن الحياة البرية في بي بي سي»[30].
يعد هذا بمثابة التقدير النهائي لمحرر الفلم مارك ليفولسي، الذي توفي في سبتمبر 2018[31]. هذا الفلم إهداء له[1].

#### اختيار الممثلين
في منتصف فبراير 2017، قدم دونالد جلوفر لأداء دور مع جيمس إيرل جونز أعاد دوره في دور موفاسا[32] من فلم 1994. في أبريل 2017، بيلي إيشنر وسيث روغن لتأدية دور تيمون وبومبا، على التوالي[33]. في يوليو 2017، أُختير جون أوليفر في دور زازو[34]. وفي أغسطس 2017، ألفري وودارد وجون كاني لتأدية دور سرابي ورفيقي، على التوالي[35][36].
في وقت سابق من مارس 2017، أُعلن أن بيونسيه نولز-كارتر كانت الخيار الأفضل لفافرو لدور نالا وأن المخرج والاستوديو سيكونان مستعدين لفعل كل ما يتطلبه الأمر لاستيعاب جدول أعمالها المزدحم[37]. في وقت لاحق في يوم 1 نوفمبر 2017، أُكد دورها في إعلان رسمي[38][39]، والتي أكدت أيضا أن شيواتال إيجيوفور سيلعب دور سكار، وأعلن أن اريك أندريه، فلورنسا كاسومبا، وكيجان مايكل كي أدى أصوات عزيزي وشينزي وكماري بينما جي دي مكري وشهادي رايت جوزيف سيؤدي أصوات سيمبا في صغره ونالا في صغرها على التوالي[44][43][42][41][40]. في نوفمبر 2018، أُعلن عن تمثيل إيمي سيداريس في دور أُنشيء للفلم[45].

### مؤثرات بصرية
قدمت شركة موفينج بيكتشر، الممول الرئيسي لفلم كتاب الأدغال المؤثرات المرئية التي أشرف عليها روبرت ليجاتو وإليوت نيومان وآدم فالديز[46]. يستخدم الفلم «أدوات الواقع الافتراضي»، وفقًا لمشرف التأثيرات المرئية روبرت ليجاتو[47]. وقال المشرف على الإنتاج الافتراضي جيريش بالاكريشنان على موقعه على الإنترنت المهني إن العاملين على صناعة الفلم استخدوا تقنيات التقاطات الحركة ومحاكاة الواقع الافتراضي[48]. وفقًا لـفافرو وMPC حيث عملا مع شركتي التكنولوجيا ماجنوباس ويونيتي تيكنولوجي لبناء منصة تكنولوجيا الفلم باستخدام محرك لعبة الوحدة[49].
كانت إم بي سي مسؤولة عن جميع لقطات المؤثرات البصرية للفلم. هناك 1490 لقطة مؤثرات بصرية. صُممت الحيوانات من مراجع فنية وصور. من ذلك بُنيت الشخصيات. من حيث الملمس والأشكال والقوام والفراء خطوة بخطوة لمزيد من التحسين. بعد ذلك، صُنعت الرسوم المتحركة للحيوانات يدويًا، بناءً على المقاطع المرجعية وتحريك الحركات والعضلات والعينين وتعبيرات الوجه وطريقة تنفس الحيوانات لأكثر من 30 نوعًا. إنشاء البيئة بالكامل في (سي جي أي) من مواد مرجعية مثل الصور عالية الوضوح للمناظر الطبيعية الأفريقية. وإنشاء جميع عمليات محاكاة إف إكس - مثل الماء والأوساخ والنار - من خلال الجمع بين تقنية الواقع الافتراضي ولقطات الكاميرات بحيث يمكن إنشاء المشاهد رقميًا في بيئة محاكاة الواقع الافتراضي[30]. أتاح برنامج جديد طُور للفلم إمكانية إنشاء مشاهد بمظهر الكاميرا المهتزة للكاميرا المحمولة باليد. شونبيلي[50]، رئيس الإنتاج في ديزني، عن التأثيرات المرئية للفلم، «إنه شكل جديد من صناعة الأفلام. التعريفات التاريخية لا تعمل. إنها تستخدم بعض التقنيات التي يمكن أن يطلق عليها تقليديًا رسوم المتحركة، وتقنيات أخرى من شأنها أن أن تُدعى التصوير الحي. إنه تطور للتكنولوجيا جون [فافرو] المستخدمة في كتاب الأدغال»[51].
بدلاً من جعل رسامي الرسوم المتحركة يفعلون كل شيء، استخدم الفريق الذكاء الاصطناعي للسماح للشخصيات الافتراضية بالتصرف بطرق تحاكي الحيوانات الحقيقية[52]. اللقطة الوحيدة غير المتحركة في الفلم بأكمله هي شروق الشمس في المشهد الافتتاحي.

## الموسيقى
سيعود هانز زيمر، الذي أّلف موسيقى نسخة الرسوم المتحركة لعام 1994، ليؤلف الموسيقى التصويرية لتجديد الفلم مع فاريل ويليامز كمساعد. عاد إلتون جون أيضًا لإعادة صياغة مؤلفاته الموسيقية من الفلم الأصلي قبل تقاعده، مع مساعدة نولز كارتر له في إعادة صياغة الموسيقى التصويرية. عُيّن كل من جون، كاتب أغنيات الفلم الأصلي، وتيم رايس، وبيونسيه في عام 2018 لإنشاء أغنية جديدة للفلم. ومع ذلك، فإن التعاون بين بيونسيه وجون لم ينجح نظرًا لعدم إضافة الأغنية غير المنشورة إلى الموسيقى التصويرية الرسمية. كتب جون ورايس أيضًا أغنية جديدة لشارة النهاية من الفلم، بعنوان «نيفر تو لايت» وأدّاها جون.
أُصدرت أغنية «سبيريت-روح»، التي تؤديها نولز-كارتر وقد كتبتها بنفسها، مع إيليا سالمانزاده ولابرينث، في 9 يوليو 2019، على أنها الأغنية المنفردة الأولى من الموسيقى التصويرية. يَعرض الفلم أيضًا جميع الأغاني من الفلم الأصلي، نسخة لأغنية «ذا ليون سليبس تونايت» لفرقة ذا توكنز، وأغنية «هي ليفز إن يو» من إيقاعات أرض العزة وإنتاج برودواي. أُصدرت الموسيقى التصويرية، التي تضم موسيقى زيمر وأغاني جون ورايس، رقميًا في 11 يوليو 2019، وعلى اسطوانات في 19 يوليو 2019.
كما أنتجت نولز-كارتر وأعدت ألبومًا بعنوان ذا ليون كينغ-الأسد الملك: ذا غيفت، والذي يحتوي على «سبيريت-روح»، وكذلك أغاني مستوحاة من الفلم. أصدر الألبوم في 19 يوليو 2019.

## التسويق
ظهر المقطع الدعائي الأول والملصق التشويقي الرسمي لـ الأسد الملك لأول مرة خلال لعبة يوم الشكر السنوية لدالاس كاوبويز في 22 نوفمبر 2018. تمت مشاهدة المقطورة 224.6 مليون مرة في أول 24 ساعة، ليصبح بذلك ثاني أكثر مقطع دعائي مشاهدة في تلك الفترة الزمنية. تم إطلاق نظرة خاطفة خاصة على صوت جون كاني في دور رفيقي وملصق جديد خلال حفل توزيع جوائز الأوسكار الحادي والتسعين في 24 فبراير 2019. في 10 أبريل 2019، أصدرت ديزني المقطع الدعائي الرسمي الذي يضم لقطات جديدة كشفت عن سكار (الأسد الملك) وزازو وسمبا ونالا (الأسد الملك) (كأشبال وكبار على حد سواء)، وسرابي ورفيقي (الأسد الملك) وتيمون وبومبا، والضباع. تمت مشاهدة المقطع الدعائي 174 مليون مرة في أول 24 ساعة، والذي تم الكشف عنه في البث الشبكي ليوم المستثمر من ديزني 2019. في 30 مايو 2019، تم إصدار 11 ملصقًا لشخصية فردية. تم إصدار نظرة خاطفة خاصة تضم أصوات بيونسيه نولز كارتر وبيلي إيشنر وسيث روجن مثل نالا وتيمون وبومبا ‏، على التوالي ، في 3 يونيو 2019. تم إصدار نظرة خاطفة خاصة تضم أصوات نولز-كارتر ودونالد جلوفر في دور سيمبا ونالا وهما يغنيان «هل تستطيع أن تشعر بالحب الليلة» وكذلك صوت جيمس إيرل جونز بدور موفاسا، تم إصداره في 20 يونيو 2019. في 2 يوليو 2019، أصدرت ديزني عرضًا شاملاً وراء الكواليس يوضح بالتفصيل الجوانب المختلفة لإنتاج الفلم إلى جانب سبع لقطات دعائية تعرض الممثلين الصوتيين الذين يواجهون نظرائهم من الحيوانات. الكل في الكل، أنفقت ديزني حوالي 145 مليون دولارًا يروجون للفلم.

## التجديد
تم نشر رواية مترابطة للفلم من تأليف إليزابيث رودنيك بواسطة ديزني للنشر في جميع أنحاء العالم في 4 يونيو 2019.

## مطالبة مشهد بمشهد
أدت المقطورات الفلم لادعاء كونها النار مقابل النار طبعة جديدة من فلم ديزني عام 1994. في 23 ديسمبر 2018، قال شون بيلي، رئيس الإنتاج في ديزني ، إنه في حين أن الفلم «سيبجل ويحب تلك الأجزاء التي يريدها الجمهور»، ستكون هناك «أشياء في الفلم ستكون جديدة». في 18 أبريل 2019، صرح فافريو أن «بعض اللقطات في فلم الرسوم المتحركة لعام 1994 مبدعة جدًا» لم يستطع تغييرها، ولكن «على الرغم مما توحي به المقاطع الدعائية ، لم يعد هذا الفلم هو نفس الفلم مرة أخرى»،  وقال لاحقًا «إنه أطول بكثير من الفلم الأصلي. وجزء مما نقوم به هنا هو (منحها المزيد من الأبعاد) ليس فقط من الناحية المرئية ولكن من ناحية القصة والعاطفية.»  في 30 مايو 2019، قال فافرو إنه تم تغيير بعض الفكاهة والتوصيفات لتكون أكثر اتساقًا مع بقية الفلم،  وهذا الإصدار الجديد يُجري بعض التغييرات في بعض المشاهد من الفلم الأصلي ، وكذلك في هيكلها. في 14 يونيو 2019، قال فافريو أنه في حين أن نقاط الحبكة الرئيسية للفلم الأصلي ستبقى دون تغيير في النسخة الجديدة، فإن الفلم سيختلف إلى حد كبير عن النسخة الأصلية، وألمح إلى أن مقبرة الفيل، عرين الضباع في الفلم الأصلي، سيتم استبداله بموقع جديد. الفلم أطول بحوالي 30 دقيقة من الفلم الأصلي. على الرغم من ادعاءات فافريو، عند إطلاق سراحه، تعرض الفلم لانتقادات من قبل المعجبين والنقاد على حد سواء لكونه مطابقًا تقريبًا للفلم الأصلي، حيث استشهد الكثيرون بافتقاره العام للأصالة باعتباره عيبًا كبيرًا.

## الإطلاق

### عرض مسرحي
تم عرض فلم الأسد الملك لأول مرة في هوليوود في 9 يوليو 2019. تم عرض الفلم في مسرحية بالولايات المتحدة في 19 يوليو 2019. إنه أحد الأفلام المسرحية الأولى التي تم إصدارها على ديزني+، جنبًا إلى جنب مع علاء الدين (فلم 2019) وحكاية لعبة 4 وملكة الثلج 2 وكابتن مارفل (فلم) وحرب النجوم: الحلقة التاسعة . بدأ الفلم طرحه الدولي قبل أسبوع من إطلاقه محليًا، بدءًا من 12 يوليو في الصين.

#### الوسائط المنزلية
تم إصدار الأسد الملك بواسطة استوديوهات والت ديزني للترفيه المنزلي توزيع رقمي في 11 أكتوبر 2019، تلاه إصدار دي في دي وبلو راي وبلو راي عالي الدقة في 22 أكتوبر. بدأ البث على ديزني+ في 28 يناير 2020. مع إطلاق ديزني+ هوت ستار في الهند في 3 أبريل 2020،  أصبح الفلم متاحًا في الهند أيضًا بلغات متعددة.

## الاستقبال

### شباك التذاكر
حقق الأسد الملك 543.6 دولارًامليون في الولايات المتحدة وكندا ، و1.113 دولارمليار دولار في أقاليم أخرى ، بإجمالي عالمي يبلغ 1.657 دولارمليار.
حقق الفلم ظهورًا عالميًا بقيمة 446 دولارًا مليون ، وهو تاسع أكبر عرض على الإطلاق وأكبر افتتاح لفلم رسوم متحركة. في 30 يوليو 2019، حقق الفلم 1 دولار مليار دولار، ليصبح الفلم 42 الذي يصل إلى هذا الحد، بالإضافة إلى أسرع فلم رسوم متحركة يصل إلى 1 دولار مليار، يتم القيام بذلك في 21 يومًا، متجاوزًا الخارقون 2 (46 يومًا). الأسد الملك هو فلم الرسوم المتحركة الأعلى ربحًا على الإطلاق، والفلم الموسيقي الأعلى ربحًا على الإطلاق، وأعلى إعادة إنتاج على الإطلاق، وأعلى فلم من إنتاج أفلام والت ديزني على الإطلاق، والفلم الأكثر ربحًا من مهنة فافرو، ثاني أعلى فلم ربح لعام 2019، والفلم السابع الأعلى ربحًا على الإطلاق. الموعد النهائي هوليوود حسبت صافي ربح الفلم ليكون 580 دولارًامليون، عند احتساب جميع النفقات والإيرادات معًا.

#### الولايات المتحدة وكندا
اعتبارًا من 24 يونيو 2019 (الذي يصادف الذكرى السنوية الخامسة والعشرين لإصدار الفلم الأصلي)، في أول 24 ساعة من البيع المسبق، أصبح الأسد الملك ثاني أفضل بائع مسبق لعام 2019 على فاندانغو في هذا الإطار (خلف المنتقمون: نهاية اللعبة)، بينما ذكرت تذاكر أتوم أنها كانت أفضل مبيعات في اليوم الأول لفلم عائلي. قبل ثلاثة أسابيع من إطلاقه، توقعت صناعة التتبع أن الفلم سيبلغ 150-170 دولارًا مليون في عطلة نهاية الأسبوع الافتتاحية المحلية. بحلول الأسبوع الذي صدر فيه الفلم، وصلت التقديرات إلى 180 دولارًا مليون من 4725 المسارح، والضرب المنتقمون: نهاية اللعبة ' سجل 4662. حقق الفلم 77.9 دولارًا مليون دولار في اليوم الأول ، بما في ذلك 23 دولارًا مليون من معاينات ليلة الخميس. ذهب إلى الظهور لأول مرة إلى 191.8 دولار مليون خلال عطلة نهاية الأسبوع، وهو أعلى مجموع افتتاح إعادة تخيل ديزني أفلام الرسوم المتحركة (الضرب الجميلة والوحش ' 174.8 $ مليون)، بيانا يوليو (هاري بوتر والأقداس المهلكة - الجزء 2 ' $ 169.2 مليون) وفافرو الوظيفي (الرجل الحديدي 2 ' $ 128.1 مليون). حقق الفلم انخفاضًا أعلى قليلاً من المتوقع بنسبة 60 ٪ في عطلة نهاية الأسبوع الثانية، لكنه لا يزال يتصدر شباك التذاكر بـ 76.6 دولارًا مليون. تم خلعه من قبل الوافد الجديد هوبس أند شاو (فلم) في عطلة نهاية الأسبوع الثالثة ولكن لا يزال يحقق 38.5 دولارًا مليون ، تجاوز 400 دولار مليون علامة في هذه العملية. في 21 أغسطس ، أصبح الفلم ثاني فلم رسوم متحركة يحصد 500 دولار مليون في شباك التذاكر بأمريكا الشمالية، بعد إنكريديبلز 2 .

##### مناطق أخرى
كان من المتوقع أن يبلغ إجمالي الفلم حوالي 450 دولارًا مليون دولار خلال أول 10 أيام من الإصدار العالمي، بما في ذلك 160-170 دولارًا مليون من عطلة نهاية الأسبوع الافتتاحية في جميع أنحاء العالم. في الصين، حيث تم إصداره قبل أسبوع من عرضه في العالم، كان من المتوقع أن يبدأ عرض الفلم بسعر يتراوح بين 50 و60 دولارًا مليون. انتهى الأمر بفتح 54.2 دولارًا مليون، متصدراً الظهور الأول لكتاب ذا جانجل بوك والجميلة والوحش. خلال أول 8 أيام من إطلاقه العالمي، حقق الفلم إجمالي 751 مليون، بما في ذلك 351.8 دولار مليون من أقاليم ما وراء البحار. وشمل ذلك 269.4 دولار مليون دولار من عطلة نهاية الأسبوع الافتتاحية (بدون الصين)، مع أكبر دولها المملكة المتحدة وأيرلندا ومالطا (20.8 دولار مليون)، فرنسا (19.6 مليون دولار)، المكسيك (18.7 مليون دولار)، البرازيل (17.9 مليون دولار)، كوريا الجنوبية (17.7 مليون دولار)، أستراليا (17.1 مليون دولار) وروسيا (16.7 مليون دولار) مليون، وهو ثاني أكبر مبلغ في البلاد، بالإضافة إلى 6 ملايين دولار في هولندا ، أفضل افتتاح لفلم على الإطلاق في البلاد. اعتبارًا من 16 سبتمبر 2019، كانت أكبر 10 أسواق للفلم هي الصين (120.4 مليون دولارًا) والمملكة المتحدة وأيرلندا ومالطا (91.3 مليون دولار)، فرنسا (79 مليون دولارًا)،  البرازيل (69.1 مليون دولار، ثاني أعلى رقم على الإطلاق في البلاد)، اليابان (60 مليون دولارًا)، ألمانيا (53.8 مليون دولار)، المكسيك (51.8 مليون دولار) وروسيا (47.3 مليون دولار)، أستراليا (42.8 مليون دولار) وإيطاليا (40 مليون دولارًا). أصبح الفلم أول فلم رسوم متحركة وموسيقي يصل إجماليه إلى مليار دولار دولار في شباك التذاكر في الخارج.
اعتبارًا من سبتمبر 2019، أصبح الفلم هو الفلم الأكثر ربحًا على الإطلاق في هولندا (30.2 مليون دولارًا أمريكيًا)، متجاوزًا الرقم القياسي السابق الذي حققته تيتانيك (28.5 مليون دولارً بما في ذلك إعادة الإصدار)  وجنوب إفريقيا (107.6 مليون دولار، 7.29 مليون دولار)، متجاوزًا النمر الأسود (فلم 2018) من حيث العملة المحلية (بالدولار ، لا يزال ثاني أعلى نسبة على الإطلاق). وفي الوقت نفسه، أصبح الفلم أعلى الأفلام ربحًا لعام 2019 في العديد من البلدان والمناطق الأخرى: النمسا،  بلجيكا ولوكسمبورغ،  بلغاريا  فرنسا، الجزائر، موناكو، المغرب وتونس،  إيطاليا  ليتوانيا  النرويج  البرتغال وأنغولا  روسيا  صربيا والجبل الأسود وسلوفينيا  السويد  سويسرا  وإسبانيا. إنه أيضًا الفلم الأجنبي الأعلى ربحًا لعام 2019 في بولندا  في الهند ، حقق الفلم 26.3 مليون دولارًا، مما يجعله رابع أعلى أفلام هوليوود أو الأفلام الأجنبية في كل العصور، فلم الرسوم المتحركة الأعلى ربحًا على الإطلاق (الأفلام المحلية والأجنبية)، وواحد من أفضل 50 فلمًا في الهند. في أوروبا والشرق الأوسط وأفريقيا ، تجاوز الفلم فلم المنتقمون: نهاية اللعبة ليصبح رابع أعلى فلم في كل العصور والأعلى ربحًا لعام 2019 في جميع أنحاء المنطقة.

## استجابة حرجة
أبلغ موقع مجمع المراجعة روتن توميتوز عن نسبة موافقة بلغت 52٪ بمتوسط تقييم 5.98 / 10، بناءً على 426 مراجعة. نص الإجماع النقدي للموقع على ما يلي: «في حين أنه يمكن أن يفخر بإنجازاته المرئية ، فإن الأسد الملك عبارة عن إعادة سرد بالأرقام تفتقر إلى الطاقة والقلب الذي جعل الأصل محبوبًا للغاية - على الرغم من أن هذا قد يكون كافياً لبعض المعجبين .»  أعطى ميتاكريتيك الفلم متوسط درجة مرجح من 55 من 100، بناءً على 54 نقاد، مما يشير إلى «مراجعات مختلطة أو متوسطة». الجماهير التي استطلعت آراءها سينماسكور أعطت الفلم متوسط درجة "A" على مقياس A + إلى F، وأعطى أولئك في بوست تراك الفلم أربعة من أصل خمسة نجوم.
ووصف كينيث توران من صحيفة لوس أنجلوس تايمز الفلم بأنه «ترفيهي مصقول ومرضي». اعتبر تود مكارثي من هوليوود ريبورتر أن الفلم أدنى من الأصل ، مشيرًا إلى أن «الحذر الجمالي للفلم وإمكانية التنبؤ به تبدأ في التآكل على المشروع بأكمله في النصف الثاني». في صحيفة الغارديان، وجد بيتر برادشو أن الفلم «مرئي وممتع. لكنني افتقدت بساطة وحيوية الصور الأصلية المرسومة يدويًا.»  من بين العروض الصوتية ، تلقى أدوار ايشنر وروجين بدور تيمون وبومبا، على التوالي، إشادة خاصة من قبل النقاد،  مع إعلان أي أي دود التابع إيه. في. كلوب : «في النهاية، فقط بيلي إيشنر وسيث روجن، بصفتهما صديقين متهربين، تيمون وبومبا يتركان الكثير من الانطباع؛ مزاحهما المضحك، الذي ربما يكون مزاحًا، يبدو منعشًا وصادقًا لروح الشخصيات — الوصفة المثالية لإعادة صنعها.» 
لخص أي أي دود، الذي يكتب لـ إيه. في. كلوب، الفلم على أنه جويلس، بلا فن، وربما بلا روح، إنه يحول أحد أكثر العناوين لفتًا للنظر من ماوس هاوس فالت إلى فلم ديزني نايتشر باهظ الثمن ومرصع بالنجوم. «اشتكى دود من إصرار الفلم على الواقعية ، وعلق قائلاً:» نحن نشاهد فلمًا جوفاء من الأفلام الرائجة، نعتمد في الوقت نفسه تمامًا على عاطفة الجمهور المسبقة تجاه سلفه ، وعزمًا غريبًا على التخلي عن الكثير مما جعله مميزًا. أدان سكوت مندلسون من فوربس الفلم ووصفه بأنه «خيبة أمل ساحقة»: «في كل منعطف تقريبًا ، تقوض هذه الإعادة الميلودراما الخاصة بها من خلال التقليل من أهمية مشاعرها.»  انتقد ديفيد إيرليش من اندي واير الفلم، وكتب «تتكشف مثل الصورة الأطول والأقل إقناعًا في العالم، إعادة إنتاج الصورة الواقعية لجون فافرو (تقريبًا) من فلم الاسد الملك تهدف إلى تمثيل الخطوة التالية في دائرة حياة ديزني. وبدلاً من ذلك، فإن هذا الوهم الخالي من الروح للفلم يأتي على أنه أكثر قليلاً من مجرد عرض تقني مجيد من مجموعة جشعة - صورة ذاتية جيدة الصنع ولكنها مفلسة بشكل إبداعي لاستوديو أفلام يأكل ذيله.» 

## الجوائز
| الجوائز                                  | تاريخ التكريم  | الفئة                                              | الفائز (ون)                                                            | النتيجة | مراجع   |
| ---------------------------------------- | -------------- | -------------------------------------------------- | ---------------------------------------------------------------------- | ------- | ------- |
| جائزة بريك تودو                          | 29 أكتوبر 2019 | أفضل أغنية موسيقى تصويرية                          | ايليا سلمان زاده، لابرينث وبيونسيه (لـ "سبيرت ")                       | فوز     | [ 89 ]  |
| جوائز خيار الشعب                         | 10 نوفمبر 2019 | فلم 2019                                           | الأسد الملك                                                            | رُشِّح     | [ 90 ]  |
| جوائز خيار الشعب                         | 10 نوفمبر 2019 | فلم عائلي لعام 2019                                | الأسد الملك                                                            | رُشِّح     | [ 90 ]  |
| جوائز خيار الشعب                         | 10 نوفمبر 2019 | نجمة فلم الرسوم المتحركة لعام 2019                 | بيونسيه                                                                | فوز     | [ 90 ]  |
| جائزة هوليوود الموسيقية في وسائل الإعلام | 20 نوفمبر 2019 | أفضل أغنية أصلية - فلم روائي طويل                  | ايليا سلمان زاده، لابرينث وبيونسيه (لـ "سبيرت ")                       | رُشِّح     | [ 91 ]  |
| جمعية هوليوود المهنية                    | 21 نوفمبر 2019 | تأثيرات بصرية رائعة - فلم روائي طويل               | الأسد الملك                                                            | فوز     | [ 92 ]  |
| موسوعة غينيس للأرقام القياسية            | 2020           | النسخة الجديدة الأعلى ربحًا في شباك التذاكر العالمي | الأسد الملك                                                            | فوز     | [ 93 ]  |
| جائزة ساتالايت                           | 19 ديسمبر 2019 | أفضل ميزة وسائط متحركة أو مختلطة                   | جون فافرو                                                              | فوز     | [ 94 ]  |
| جائزة ساتالايت                           | 19 ديسمبر 2019 | أفضل أغنية أصلية                                   | ايليا سلمان زاده، لابرينث وبيونسيه (لـ "سبيرت ")                       | رُشِّح     | [ 94 ]  |
| جائزة ساتالايت                           | 19 ديسمبر 2019 | أفضل مؤثرات بصرية                                  | أندرو آر جونز، روبرت ليجاتو، إليوت نيومان وآدم فالديز                  | رُشِّح     | [ 94 ]  |
| مهرجان كابري هوليوود السينمائي الدولي    | 2 يناير 2020   | أفضل أغنية أصلية                                   | ايليا سلمان زاده، لابرينث وبيونسيه (لـ "سبيرت ")                       | فوز     | [ 95 ]  |
| مهرجان كابري هوليوود السينمائي الدولي    | 2 يناير 2020   | أفضل مونتاج صوتي                                   | الأسد الملك                                                            | فوز     | [ 95 ]  |
| مهرجان كابري هوليوود السينمائي الدولي    | 2 يناير 2020   | أفضل ميكس صوت                                      | الأسد الملك                                                            | فوز     | [ 95 ]  |
| جوائز الغولدن غلوب                       | 5 يناير 2020   | جائزة غولدن غلوب لأفضل فلم رسوم متحركة             | الأسد الملك                                                            | رُشِّح     | [ 96 ]  |
| جوائز الغولدن غلوب                       | 5 يناير 2020   | جائزة غولدن غلوب لأفضل أغنية أصلية                 | ايليا سلمان زاده، لابرينث وبيونسيه (لـ "سبيرت ")                       | رُشِّح     | [ 96 ]  |
| جائزة تحالف الصحافيات السينمائيات        | 10 يناير 2020  | جائزة تايم ويستر ريماك أو سكوال                    | الأسد الملك                                                            | رُشِّح     | [ 97 ]  |
| جائزة اختيار النقاد للأفلام              | 12 يناير 2020  | أفضل فلم رسوم متحركة                               | الأسد الملك                                                            | رُشِّح     | [ 98 ]  |
| جائزة اختيار النقاد للأفلام              | 12 يناير 2020  | أفضل اغنية                                         | ايليا سلمان زاده، لابرينث وبيونسيه (لـ "سبيرت ")                       | رُشِّح     | [ 98 ]  |
| جائزة النسر الذهبي (روسيا)               | 24 يناير 2020  | أفضل فلم بلغة أجنبية                               | الأسد الملك                                                            | فوز     | [ 99 ]  |
| جائزة غرامي                              | 26 يناير 2020  | جائزة غرامي لأفضل أداء بوب منفرد                   | بيونسيه (لـ "سبيرت ")                                                  | رُشِّح     | [ 100 ] |
| جائزة غرامي                              | 26 يناير 2020  | أفضل موسيقى تصويرية مجمعة للوسائط المرئية          | الأسد الملك                                                            | رُشِّح     | [ 100 ] |
| جائزة غرامي                              | 26 يناير 2020  | أفضل موسيقى تصويرية للوسائط المرئية                | هانز زيمر                                                              | رُشِّح     | [ 100 ] |
| جائزة غرامي                              | 26 يناير 2020  | أفضل أغنية مكتوبة لوسائل الإعلام المرئية           | ايليا سلمان زاده، لابرينث وبيونسيه (لـ "سبيرت ")                       | رُشِّح     | [ 100 ] |
| جوائز جمعية المؤثرات البصرية             | 29 يناير 2020  | تأثيرات بصرية رائعة في ميزة صورية                  | روبرت ليجاتو، توم بييتسمان، آدم فالديز، أندرو آر جونز                  | فوز     | [ 101 ] |
| جوائز جمعية المؤثرات البصرية             | 29 يناير 2020  | شخصية متحركة رائعة في ميزة صورية                   | غابرييل أرنولد، جيمس هود، جوليا فريدل، دانيال فورثرينغهام لـ سكار      | رُشِّح     | [ 101 ] |
| جوائز جمعية المؤثرات البصرية             | 29 يناير 2020  | بيئة خلقت رائعة في ميزة صورية                      | ماركو رولاندي، لوكا بوناتي، جول بودنشتاين، فيليبو بريتو لـ ذا بريدلاند | فوز     | [ 101 ] |
| جوائز جمعية المؤثرات البصرية             | 29 يناير 2020  | تصوير سينمائي افتراضي رائع في مشروع سي جي          | روبرت ليجاتو، كاليب ديشانيل، بن غروسمان، أي جي شوتو                    | فوز     | [ 101 ] |
| جوائز جمعية المؤثرات البصرية             | 29 يناير 2020  | محاكاة تأثيرات رائعة في ميزة صورية                 | ديفيد شنايدر، سامانثا هيسكوك، آندي فيري، كوستاس ستريفلوس               | رُشِّح     | [ 101 ] |
| جمعية الفريق الأمريكية                   | 30 يناير 2020  | رسوم متحركة                                        | سارة هالي فين وجايسون ب. ستامي (مساعد) (تعادل مع قصة لعبة 4)           | فوز     | [ 102 ] |
| جوائز نقابة مديري الفنون                 | 1 فبراير 2020  | فلم رسوم متحركة                                    | جيمس تشينلوند                                                          | رُشِّح     | [ 103 ] |
| جوائز الأكاديمية البريطانية للأفلام      | 2 فبراير 2020  | أفضل مؤثرات بصرية خاصة                             | أندرو آر جونز، روبرت ليجاتو، إليوت نيومان وآدم فالديز                  | رُشِّح     | [ 104 ] |
| جوائز بلاك ريل                           | 7 فبراير 2020  | أغنية أصلية رائعة                                  | ايليا سلمان زاده، لابرينث وبيونسيه (لـ "سبيرت ")                       | رُشِّح     | [ 105 ] |
| جوائز بلاك ريل                           | 7 فبراير 2020  | أداء صوتي متميز                                    | شيويتل إيجيوفور                                                        | فوز     | [ 105 ] |
| جوائز بلاك ريل                           | 7 فبراير 2020  | أداء صوتي متميز                                    | دونالد جلوفر                                                           | رُشِّح     | [ 105 ] |
| جوائز بلاك ريل                           | 7 فبراير 2020  | أداء صوتي متميز                                    | جيمس ايرل جونز                                                         | رُشِّح     | [ 105 ] |
| جوائز بلاك ريل                           | 7 فبراير 2020  | تصميم إنتاج متميز                                  | جيمس تشينلوند                                                          | رُشِّح     | [ 105 ] |
| جوائز نقابة المشرفين على الموسيقى        | 7 فبراير 2020  | أفضل أغنية مكتوبة أو مسجلة لفلم                    | ايليا سلمان زاده، لابرينث وبيونسيه (لـ "سبيرت ")                       | رُشِّح     | [ 106 ] |
| جائزة الأوسكار                           | 9 فبراير 2020  | جائزة الأوسكار لأفضل تأثيرات بصرية                 | أندرو آر جونز، روبرت ليجاتو، إليوت نيومان وآدم فالديز                  | رُشِّح     | [ 107 ] |
| جوائز أن أي أي سي بي للصور               | 22 فبراير 2020 | أداء صوتي مميز للشخصية                             | دونالد جلوفر                                                           | رُشِّح     | [ 108 ] |
| جوائز أن أي أي سي بي للصور               | 22 فبراير 2020 | أداء صوتي مميز للشخصية                             | جيمس ايرل جونز                                                         | فوز     | [ 108 ] |
| جوائز أن أي أي سي بي للصور               | 22 فبراير 2020 | أداء صوتي مميز للشخصية                             | ألفري وودارد                                                           | رُشِّح     | [ 108 ] |
| جوائز أن أي أي سي بي للصور               | 22 فبراير 2020 | أغنية رائعة - تقليدية                              | ايليا سلمان زاده، لابرينث وبيونسيه (لـ "سبيرت ")                       | فوز     | [ 108 ] |
| جائزة اختيار أطفال نكلوديون              | 2 مايو 2020    | فلم الرسوم المتحركة المفضل                         | الأسد الملك                                                            | رُشِّح     | [ 109 ] |
| جائزة اختيار أطفال نكلوديون              | 2 مايو 2020    | صوت أنثى مفضل من فلم رسوم متحركة                   | بيونسيه                                                                | فوز     | [ 109 ] |

## صلات خارجية
- الأسد الملك على موقع IMDb (الإنجليزية)
- الأسد الملك على موقع ميتاكريتيك (الإنجليزية)
- الأسد الملك على موقع روتن توميتوز (الإنجليزية)
- الأسد الملك على موقع قاعدة بيانات الأفلام العربية
- الأسد الملك على موقع ألو سيني (الفرنسية)
- الأسد الملك على موقع Turner Classic Movies (الإنجليزية)
- الأسد الملك على موقع أول موفي (الإنجليزية)
- الأسد الملك على موقع بوكس أوفيس موجو (الإنجليزية)
- الأسد الملك على موقع فيلمافينيتي (الإسبانية)
- الأسد الملك على موقع قاعدة بيانات الفيلم (الإنجليزية)
- الأسد الملك على قاعدة بيانات الأفلام على الإنترنت
- الأسد الملك على موقع الطماطم الفاسدة